# 稲葉まつ子
稲葉 まつ子（いなば まつこ、1930年3月29日 - ）は、日本の女優、声優。静岡県出身。1960年代から2000年代まで活動した。

## 略歴
静岡県伊東高等女学校専攻科卒業。1951年1月、劇団ぶどうの会入団。1960年1月、ぶどうの会を脱会。島宇志夫、磯村千花子などともに劇団造形を設立。1962年の時点では鈴木事務所にも所属していた。
1969年に劇団造形が解散した後はフリーランス期間を経て、エヌ・エー・シー、同人舎プロダクションに所属していた。

## 人物
趣味は書道、ヨーガ、仕舞。

## 出演

### テレビドラマ
- おかあさん（1961年、TBS）
- 女の盛装（1966年、フジテレビ） - 友江 役
- かあさんの小道（1967年、テレビ朝日）
- 特別機動捜査隊（1968年、テレビ朝日）
  - 第323回「新春寿捕物控 大江戸卍絵図」 - 西本夫人 役
  - 第345回「濁った大都会の天使」 - 節子 役
- フジ三太郎（1968年、TBS）
- 絢爛たる復讐（1969年、テレビ朝日）
- 喪服の花嫁（1969年、フジテレビ） - 吉住春江 役
- 鬼平犯科帳（1970年、テレビ朝日）第30回「盗法秘伝」 - 妻 役
- 火曜日の女シリーズ 蒼いけものたち（1970年、東宝 / フジテレビ） - 琴の師匠 役
- 右むいて左（1971年、テレビ朝日）
- 満員御礼（1972年、NHK総合） - 福田昌子 役
- おとうと（1981年8月、NHK総合） - 語り

### 舞台
- 三角帽子（1952年、ぶどうの会） - 農民3 役[8]
- 蛙昇天（1952年、ぶどうの会） - 女中 役[8]
- 風浪（1953年、ぶどうの会） - 女中 役[9]
- 赤い陣羽織（1955年、ぶどうの会）[10]
- 牝山羊ヶ島の犯罪（1961年、劇団造形） - シルビア 役[11]
- イレーネに罪は無い（1963年、劇団造形） - ジャコモの妻 役[12]
- スガナレル（1963年、劇団造形） - セリー 役[13]
- 恋の詩＝アリアナ・ピネダ（1964年、劇団造形） - マリアナ・ピネダ 役[14]
- アンドロマック（1966年、劇団造形） - エルミオーヌ 役[15]

### テレビアニメ
1968年
- 佐武と市捕物控（おうら）

1977年
- あらいぐまラスカル（老婦人）

1980年
- ふた子のモンチッチ

1985年
- 炎のアルペンローゼ ジュディ&ランディ（クリスチーヌ・デュナン）

1999年
- 週刊ストーリーランド（老婆）

2004年
- ドラえもん（テレビ朝日版第1期）（のび太の母方の祖母〈4代目〉）

### 吹き替え
- 愛と喝采の日々（1978年〈LD版〉、アデレード〈マーサ・スコット〉）
- 愛と野望のナイル（1990年）
- アカプルコの出来事（1965年、マリア〈ファニー・シラー〉）
- アフリカ大牧場「狂気のサイ」( 1968年、ペギー<ジョアンナ・ムーア>)
- 尼僧物語（1974年〈NETテレビ版〉、シスター・マルガリータ〈ミルドレッド・ダンノック〉）
- アラモ（1972年、ブラインド・ネル・ロバートソン）※テレビ朝日版
- アルビンとチップマンクス（時期不明）
- アルプスの少女ハイジ（1996年、おばあさん）
- ER緊急救命室（1996年、クペルチィーノ）
- エバー・アフター（1999年、貴婦人“陛下”〈ジャンヌ・モロー〉）
- オズの魔法使（1974年〈TBS版〉）
- 俺たちに明日はない（1974年）
- 風と共に去りぬ（時期不明〈ソフト版〉、1988年〈日本テレビ新録版〉、2000年〈テレビ東京版〉）
- ガラスの動物園（1971年、アマンダ〈ガートルード・ローレンス〉）
- カリブの熱い夜（1984年、ミセス・ワイラ〈ジェーン・グリア〉）
- 吸血鬼ドラキュラの花嫁（1970年〈TBS版〉、グレタ〈フリーダ・ジャクソン〉）
- 吸血鬼の接吻（1964年、アンナ〈ヴェラ・クック〉）
- 雲の中で散歩（1995年、グアダループ・アラゴン〈エヴァンジェリーナ・エリゾント〉）
- グリーン・カード（1991年）
- クリクリのいた夏（2004年〈NHK-BS2版〉）
- 絞殺魔（1968年、メアリー・ボトムリー〈レオラ・ダナ〉）
- THE FBI（時期不明）
- ザ・フォッグ（1980年〈LD・VHS版〉、キャシー・ウィリアムズ〈ジャネット・リー〉）
- 潮風のサラ（時期不明）
- 私生活（1969年、ジュリエット〈ジャクリーン・ドイエン〉）
- シベールの日曜日（1963年）
- 13日の金曜日（時期不明）
- 白い恐怖（1970年〈テレビ版〉、メアリー〈ロンダ・フレミング〉）
- 新スタートレック シーズン5 #104「殺戮の宇宙水晶体」（1991年、カイラ・マー博士〈エレン・ギア〉）
- 青春!カリブ海（1993年）
- 大草原の小さな家（時期不明）
- 地上最強の美女バイオニック・ジェミー（1977年 - 1978年、ヘレン〈マーシャ・スコット〉）
- 月の輝く夜に（時期不明、ローズ・カストリーニ〈オリンピア・デュカキス〉）※ANA機内上映版[16]
- デジレ（1972年）
- バーナビー警部（時期不明）
- ピクニック（1970年、ヘレン〈ヴェルナ・フェルトン〉）
- 昼下りの情事（1970年〈NET版1〉）
- 弁護士ペリー・メイスン「毒殺への挑戦」
- 慕情（1969年〈NETテレビ版〉）
- マージョリーの告白（1992年）
- マグダレンの祈り（2003年、シスター・ブリジット〈ジェラルディン・マクイーワン〉）
- 世にも不思議なアメージング・ストーリー（1988年）
- レナードの朝（1996年〈日本テレビ版〉、ロウ夫人〈ルース・ネルソン〉）